# Тау Ориона
Находясь в тени ослепительного сверхгиганта Ригеля, бело-голубая звезда, четвёртой величины (3,60m) Тау Ориона находится недалеко от границы с созвездием Эридана, звёздной рекой, «источником» которой является звезда Курса (β Эридана). Лежит на прямой между Ригелем и Минтакой. Исторического названия не имеет. Вместе с Лямбда Эридана, Бета Эридана и Пси Эридана образует астеризм Скамейка для ног Ориона (Orion's Footstool), на которой лежит левая нога Ориона.
Являясь гигантом спектрального класса B5, Тау Ориона находится на расстоянии 555 световых лет от Земли. Хотя звезда не считается переменной звездой, спутник Hipparcos при многолетних измерениях выявил колебания яркости чуть более десятой звездной величины (3,47m), так что она вполне может иметь переменность неустановленного типа.
Тау Ориона излучает огромное количество энергии (в том числе в ультрафиолете) и светит в 3 100 раз сильнее Солнца, имея температуру поверхности 14 100 K. Радиус звезды в 9,4 раза больше солнечного, соответственно учитывая, что прогнозируемая экваториальная скорость вращения составляет 43 км/с, можно рассчитать, что период вращения составляет порядка 11 дней. Температура и светимость указывают, что масса Тау Ориона порядка 6 солнечных масс, а сама звезда недавно завершила свою жизнь на главной последовательности, прекратив синтез гелия из водорода, и начинает переход на стадию красного гиганта.
Тау Ориона имеет возраст около 63 млн лет. Она начала свою жизнь как звезда спектрального класса B3 третьей звёздной величины. Не обладая достаточной массой, чтобы взорваться как сверхновая, звезда в конечном итоге избавится от внешних слоев и станет массивным белым карликом с массой около 0,95 солнечной.
Тау Ориона является сложной кратной системой. Наблюдения в течение почти целого века позволяют предположить наличие у Тау Ориона A на близкой орбите спектроскопического компаньона, но его существование никогда не была подтверждено визуально или другими методами. Звезда также имеет 3 визуальных спутника. Взаимное движение между Тау Ориона A и Тау Ориона B (звездой 11m звёздной величины, лежащей на расстоянии 34 угловых секунд) показывает, что эта неяркая звезда может быть просто визуальным компаньоном. Тау Ориона C является очевидным спутником Тау Ориона B. Тау Ориона D – звезда 11m звёздной величины, которая отделена на 36 угловых секунд от Тау Ориона A, вероятно, является реальным спутником, и в случае если это так, то она должна быть звездой солнечного типа. Находясь на расстоянии, по крайней мере, 6100 а. е. от Тау Ориона A, ей потребуется, по меньшей мере, 180 тысяч лет, чтобы сделать полный оборот вокруг своего огромного соседа. На таком расстоянии Тау Ориона D будет светить более чем 5 раз ярче Венеры. В то же время, если смотреть с Тау Ориона D, то Тау Ориона A будет светить в 15 раз сильнее полной Луны.